# Албера Масив
Албера Масив (француски: Massif des Albères) је планински венац у северној Каталонији, између Француске и Шпаније. То је најисточније продужење Пиринеја. Највиши врх му је Пуиг Неулос, са елевацијом од 1,256 метара.
Већина јужне стране венца је део Paratge Natural d'Interès Nacional de l'Albera природног резервата. Постоје и древни мегалити на венцу.

## Историја
Албера Масив је постао граница између Француске и Шпаније по Споразуму Пиринеја, када је Филип IV од Шпаније устипио део шпанског краљевства Лују XIV од Француске, делећи северну Каталонију од историјске Каталоније.

## Галерија
- Албера Масив
- Албера Масив
- Албера Масив
- Албера Масив